# Mensa ołtarzowa

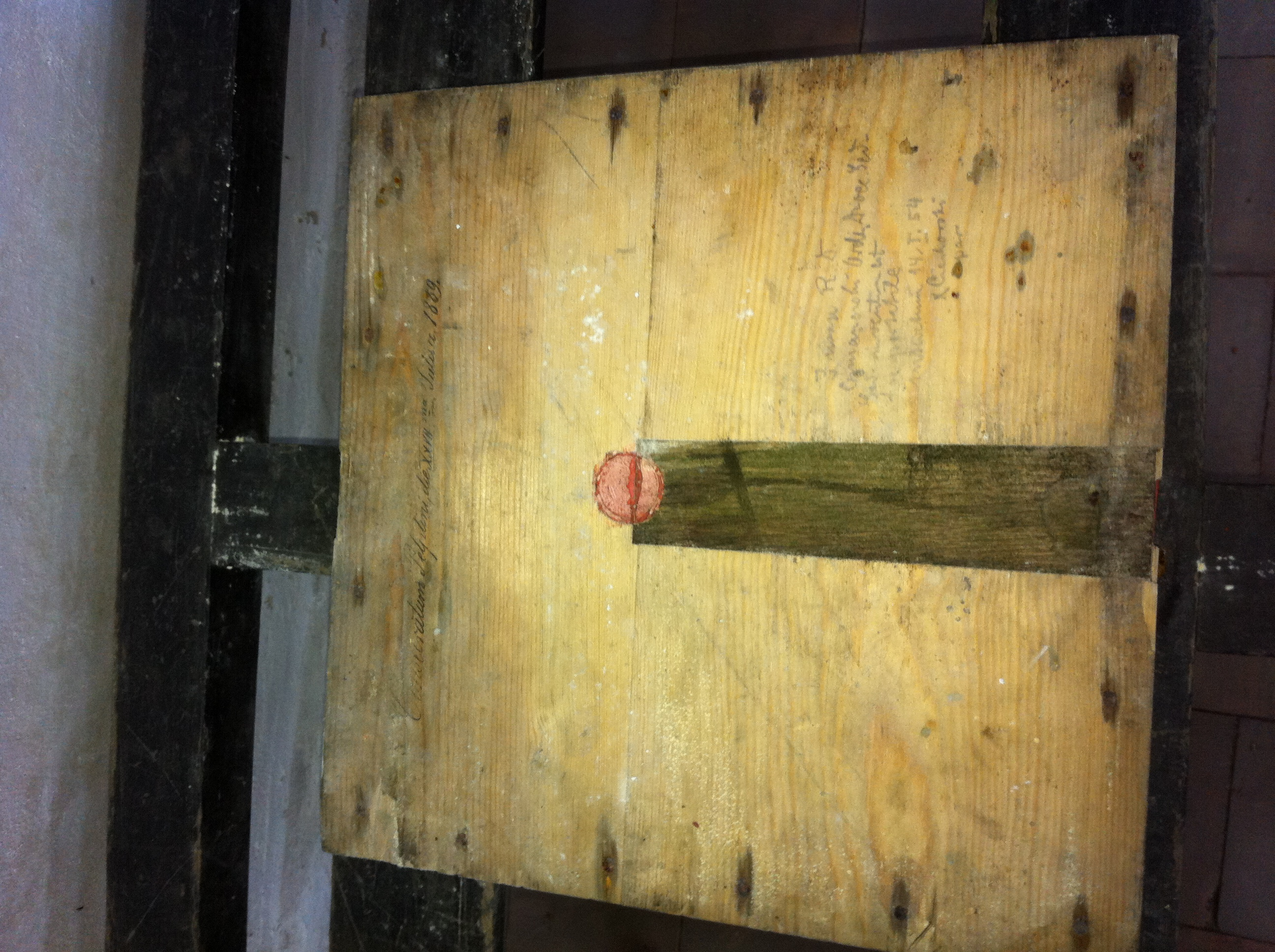
Relikwie ołtarzowe z kościoła pod wezwaniem św. Ignacego Loyoli w Gdańsku

Mensa (z łac. stół, tablica) – płyta stanowiąca blat ołtarza w Kościele katolickim. Mensa jest oparta na podstawie (stipes), której rolę pełnią np. nogi, blok kamienny, skrzynia (sarkofagu).
Od średniowiecza w mensie umieszczano relikwie męczenników. W tym celu na środku wykonywano kwadratowe zagłębienie (sepulcrum – grób). Od 1977 relikwie zaczęto umieszczać w stipes pod ołtarzem. Mensa powinna być wykonana z kamienia. Za zgodą konferencji episkopatu można stosować inne wartościowe materiały (OWMR 301).